# Pente
Pente es un juego de tablero de estrategia para dos o más jugadores, creado en 1977 por Gary Gabrel. Pente es un miembro de la familia de juegos m,n,k. Tiene una mecánica de captura de custodia, que permite jugadores crear pares de piedras en ambos lados y capturar las piedras enemigas. Esto cambia las tácticas en comparación con otros juegos m, n, k, como el go-moku.

## Reglas
Pente se juega en un cuadrado de 19×19 con intersecciones, como Omok. Los jugadores alternan colocando piedras de su color en intersecciones vacías. Blanco siempre juega el movimiento de apertura. El ganador es el primer jugador en formar una cadena ininterrumpida de cinco piedras horizontal, vertical o diagonalmente o capturar diez piedras.
Los jugadores pueden capturar piedras si colocan piedras de su propio color a ambos lados de un par de dos piedras enemigas. Las capturas consisten en exactamente dos piedras. Por ejemplo, si las piedras son 'X O O _' y "X" coloca su piedra para que se convierta en X O O X, las piedras de "O" son capturadas, dejando X _ _ X. Un jugador puede colocar su piedra entre las piedras de su oponente sin capturar. 
El ganador es el primer jugador en capturar cinco pares de piedras o crear una línea de cinco piedras.

## Historia del pente
Gary Gabrel inventó Pente mientras trabajaba en Hideaway Pizza, en Stillwater, Oklahoma. Pente proviene del juego japonés Ninuki-Renju, una variante del Renju. Como Ninuki-Renju, Pente permite la captura de pares, pero cambia las reglas de apertura y las restricciones del primer jugador de Ninuki-Renju. Por ejemplo, Ninuki-Renju requiere exactamente cinco piedras seguidas para ganar y restringe el jugador, que no puede formar dobles tres y cuatro abiertos. El nombre de "Pente" proviene de la idioma griego. Pente (πέντε) significa "cinco" en griego..
Después que Gabrel inventó Pente, fundó Pente Games, Inc. para promocionar las ventas y los torneos de Pente y distribuir el juego públicamente.
El 2 de julio de 1983, Gary Gabrel vendió Pente a Parker Brothers por una suma no revelada. Estaba convencido de que la venta sería lo mejor para Pente y tenía garantías de Parker Brothers de que el juego no cambiaría y que continuarían financiando torneos y promocionando el juego. Gabrel esperaba que Pente se convirtiera en un "verdadero clásico".
Aunque Parker Bros. prometió promocionar Pente tanto como Gabrel, el año después de que Parker Brothers compró Pente Games Inc., no celebraron el campeonato de 1984.
Polonia tiene una asociación de Pente formada en 2004.